# Banda de Tlayacapan
La Banda de Tlayacapan es considerada como una de las bandas más antiguas de México.

## Orígenes
La Banda de Tlayacapan® tiene su origen a mediados de 1870. Es una de las bandas más antiguas del país . No es una Banda de viento común, cuenta con un amplia participación familiar y comunitaria que se viene transmitiendo de generación en generación.
Por iniciativa de Vidal Santamaría , quien integró a un grupo de amigos y familiares, surgió esta tradición musical. Al estallar la Revolución la Banda acompañó al General Emiliano Zapata. El director en esa época fue Cristino Santamaría, hijo del Vidal, quien participó en la lucha armada con el grado de teniente coronel zapatista.
Posteriormente el grupo crece y se fortalece con la batuta de su hijo Brígido Santamaría, a quien se debe la notación musical de la danza de Chinelos, de los sones y jarabes para los toros, y de la música fúnebre, tradiciones que se conservan fuertemente en Tlayacapan.
Don Brígido fue un músico talentoso, formó bandas de música en distintos pueblos del norte del Estado de Morelos, al mismo tiempo que transmitía sus conocimientos musicales a sus propios hijos y sobrinos.

## Integrantes
La Banda de Tlayacapan® actualmente está coordinada por los 5 hijos restantes de don Brigido; es un conjunto que sigue siendo familiar, está integrada por 35 elementos en su mayoría jóvenes; cuenta con un repertorio amplio en el que pueden distinguirse varios sectores: marchas, valses, canciones rancheras, sones, danzones, pasodobles, boleros, popurrís, polkas, oberturas, abajeños, sonecitos y pirekuas, etc., arreglos musicales de sus propios integrantes.

## Discografía
La Banda de Tlayacapan® cuanta con 10 producciones discográficas que contienen una gran variedad de música tradicional y popular. Además ha participado con temas en otras producciones de música mexicana. Ha grabado música para cine y televisión entre las que destacan: “En el país de no pasa nada” de Ma. del Carmen Lara; “Zapata” de Alfonso Arau; “La milpa” de Patricia Rigen; “La niña en la piedra” de Maryse Sistach y José Buil; y “The legend of Zorro” de Martín Campbell entre otras.

### Discos oficiales
- 1969 “La Banda de Tlayacapan, Morelos”
- 1992 “Bailes Populares”
- 1992 “Danza de Chinelos, Sones y Jarabes para los toros”
- 1997 “La Banda de Tlayacapan... Morelos”
- 1998 “Banda de Tlayacapan”
- 2000 “Premio Nacional de Ciencias y Artes 1998”
- 2002 “Un paso al frente”
- 2006 “¿Quién ha visto a un quetzal en cautiverio”
- 2010 “Tecorrales”
- 2013 "Antología" vol.1
- 2015 "Más de un siglo de tradición"

### Discos colectivos
- “Feria, Primer Encuentro Nacional de Bandas”
- “Primer Encuentro Nacional de Músicos del IIDDM” (LP)
- “Primer Encuentro Nacional de Músicos del IIDDM” (KCT)
- “Encerrona con Óscar Chávez vol.1”
- “Encerrona con Óscar Chávez vol.2”
- “Encerrona con Óscar Chávez vol.3”
- “Encerrona con Óscar Chávez vol.4”
- “La música de Tlayacapan: Entre el valle y la montaña”
- “No morirán mis cantos”
- “2º Festival Ferial del Barro, Tlayacapan 2001”
- “Así canta México: Música del Bicentenario”
- "Las músicas que nos dieron patria"

## Trayectoria
A través de los años, La Banda de Tlayacapan® se ha consolidado como una de las instituciones culturales más representativas del estado de Morelos, encargada de preservar, promover y difundir la música tradicional, realiza intensas actividades de difusión participando en eventos especiales, foros diplomáticos, congresos, museos, universidades, programas de radio, cine, televisión, fiestas y ferias en la República Mexicana y en eventos internacionales.
Gracias a este trabajo, su trayectoria, su historia, su solidez y su tradición, la han llevado a ser merecedora con la Venera “José María Morelos y Pavón”, reconocimiento otorgado por el Gobierno del Estado de Morelos en 1997 y el “Premio Nacional de Ciencias y Artes 1998” que es el máximo reconocimiento que la Presidencia de la República otorga con la intención de promover el desarrollo cultural, científico y tecnológico mexicano, el Doctorado Honoris Causa entregado por la Universidad Autónoma del Estado de Morelos de manos del rector Alejandro Vera Jiménez en 2014 por su loable labor de preservar y difundir la música tradicional morelense a nivel estatal, nacional e internacional, en entre muchos otros.

## Presentaciones
- En 1995 en la República de Cuba realizaron conciertos en la Plaza de Armas, el Teatro Julio Mella de la Habana Vieja y en la Embajada de México teniendo como invitado de honor al Comandante Fidel Castro.

- En 1998 participan en Orlando y Miami Florida USA, los parques temáticos de Walt Disney World, en programas de televisión de la Cadena Univisión y en las instalaciones de la NASA, en Cabo Kennedy.

- En 1998 recibieron el Premio Nacional de Ciencias y Artes, máximo reconocimiento que se entrega en México.
- En 1999 realizan conciertos en Dallas Tx, y participan en programas de televisión de la cadena TeleAmérica Spanish Network.
- En 2000 realizan conciertos en la Universidad Dominicana de San Francisco, CA; en Disneylandia, Anaheim; el Museo de Arte Latinoamericano y en la Plaza Olvera, los Estudios Universal y entrevistas en Canal 22 Foro Hispano, de los Ángeles, CA.

- En la Expo Hannover 2000, Feria que convocó a 194 países del mundo en Alemania, inauguraron el Día Internacional dedicado a México y musicalizaron la película ¡Qué Viva México! del cineasta Ruso Sergei Einsestein. en este proyecto La Banda de Tlayacapan contó con la guía y asesoramiento del Maestro Nicolás Echeverría prestigiado y admirado. En este evento representaron a México: Lila Downs, Julieta Venegas, el Ballet Folklórico de Colima, el tenor Ramón Vargas, Horacio Franco, Grupo Chuchumbé, el Mariachi 2000, la Sonora Santanera, Café Tacuba, Eugenia León, Alejandro Fernández
- En 2001 el ataque terrorista al World Trade Center (Las Torres Gemelas) impidió a la Banda realizar una gira en Manhathan, quedando pendientes los conciertos en el Lincoln Center, el Central Park y en la casa Puebla-Mexico, en Nueva York.
- En 2002 en París musicalizaron la película ¡Qué Viva México! en el Teatro La Maison de la Mutualité
- En 2003 realizaron su tercera gira a Europa ofreciendo una serie de conciertos en distintas plazas y foros diplomáticos: Barcelona, Madrid, Toledo y San Sebastian, en País Vasco y España; Burdeos, Rouen, en el Foro Social Europeo y la Sede de la Unesco, en París, Francia. Stuttgart en Alemania; en la OMI-Organización Mundial de Iglesias y en la OIT-Organización Internacional del Trabajo con Sede en Ginebra, Suiza; finalmente en Lieja y Bruselas, capital del Parlamento Europeo en Bélgica.
- En 2006 participaron en el Festival Internacional Cervantino.
- En 2008 en el Festival Internacional Ollin Kan en Portugal.
- En 2010 en el Festival Internacional Fiestas de Santa Lucía, en Monterrey Nuevo León.
- En 2010 Desfile del Bicentenario, Paseo de la Reforma, en la CDMX.
- En 2010 En el marco del Coloquio “Las músicas que nos dieron patria” en Querétaro, Qro.
- En 2013 presentaron su libro biográfico La Banda de Tlayacapan ¿Quién ha visto un quetzal en cautiverio? en el marco del X Congreso Internacional de Músicos Tradicionales realizado en el Auditorio Jaime Torres Bodet en el Museo Nacional de Antropología e Historia.
- En 2014 la Universidad Autónoma del Estado de Morelos otorgó a la Banda de Tlayacapan el Doctorado Honoris Causa.